# スティーヴ・フィッツモーリス
『スティーヴ・フィッツモーリス』（Steve Fitzmaurice）は、イギリスのミキシング・エンジニアおよび音楽プロデューサーである。アイルランド出身。これまでに、U2、デペッシュ・モード、イアン・ブラウン、カイリー・ミノーグ、メアリー・J・ブライジ、アリシア・キーズ、サム・スミス、デヴィッド・グレイ、宇多田ヒカル、Mr.Childrenなど、数多くのアーティストの作品に関わってきた。また、U2やシール、サム・スミスの作品でグラミー賞に10回ノミネートされ、5度の受賞を果たしている。

## 来歴
アイルランドに生まれる。1987年に10代でダブリンからロンドンへ渡り、サーム・スタジオにて、トレヴァー・ホーンやジュリアン・メンデルゾーンに師事。徐々にエンジニアとして出世し、ペットショップボーイズやティナ・ターナー、タスミン・アーチャーらの作品に関わるようになった。
1992年、機は熟したと考えたスティーヴは、ニューヨークのザ・ヒット・ファクトリーに移り、そこではエリック・クラプトンや若かりし頃のティンバランドらと関わった。それから2年ほど経ってフリーランスになり、1994年のシールの2ndアルバム『Seal II』でエンジニアを担当。同作は第37回グラミー賞で「最優秀アルバム技術賞」にノミネートされた。また、ミキシングで参加したシールの楽曲「Kiss From A Rose」は第38回グラミー賞で「最優秀レコード賞」を受賞した。2000年には、U2の『All That You Can't Leave Behind』に参加し、第44回グラミー賞で「最優秀アルバム賞」にノミネートされた。
2014年、サム・スミスのデビューアルバム『In the Lonely Hour』にプロデューサー、ミックスエンジニアとして全面的に参加。収録曲「Stay With Me」で第57回グラミー賞の「最優秀レコード賞」と「最優秀楽曲賞」の2部門受賞を果たし、アルバムは「最優秀ポップボーカルアルバム」を受賞した。また、2015年の映画「007 スペクター」に起用された同じくサム・スミスの楽曲「Writing's on the Wall」でもプロデューサー、ミックスエンジニアを務めており、同作で第73回ゴールデングローブ賞「主題歌賞」及び第88回アカデミー賞「歌曲賞」を受賞した。
2016年以降は宇多田ヒカルの作品にも参加。アルバム『Fantome』、『初恋』、『BADモード』でミックス・エンジニアを務めた。『Fantome』は第58回日本レコード大賞で「最優秀アルバム賞」を受賞した。2020年にはMr.Childrenのアルバム『SOUNDTRACKS』、2022年にはベスト・アルバム『Mr.Children 2015-2021 & NOW』収録曲「生きろ」で共同プロデューサーとしてクレジットされた。

## 受賞歴
- 第38回グラミー賞（1995年）
  - シール「Kiss From A Rose」 - 最優秀レコード賞
- 第44回グラミー賞（2001年）
  - U2『All That You Can't Leave Behind』 - 最優秀ロックアルバム
- 第57回グラミー賞（2014年）
  - サム・スミス「Stay With Me」 - 最優秀レコード賞、最優秀楽曲賞
  - サム・スミス『In The Lonely Hour』 - 最優秀ポップボーカルアルバム
- 第88回アカデミー賞（2016年)
  - サム・スミス「Writing's on the Wall」 - 歌曲賞
- 第73回ゴールデングローブ賞（2016年)
  - サム・スミス「Writing's on the Wall」 - 主題歌賞
- 第58回日本レコード大賞（2016年)
  - 宇多田ヒカル『Fantome』 - 最優秀アルバム賞

## 主な参加作品
| アーティスト           | リリース年 | 作品                                            | クレジット                                              |
| ---------------------- | ---------- | ----------------------------------------------- | ------------------------------------------------------- |
| ペットショップボーイズ | 1988年     | アルバム『Introspective』                       | アシスタント・エンジニア                                |
| ペットショップボーイズ | 1990年     | アルバム『Behavior』                            | アシスタント・エンジニア                                |
| ペットショップボーイズ | 1991年     | シングル「Where the Streets Have No Name」      | アシスタント・エンジニア                                |
| シール                 | 1991年     | アルバム『Seal [1991]』                         | アシスタント                                            |
| シール                 | 1994年     | アルバム『Seal [1994]』                         | エンジニア、ミックス                                    |
| シール                 | 1995年     | シングル「Kiss from a Rose」                    | ミックス                                                |
| シール                 | 1998年     | アルバム『Human Being』                         | エンジニア、ミックス                                    |
| タスミン・アーチャー   | 1993年     | アルバム『Great Expectations』                  | プロデューサー、エンジニア                              |
| タスミン・アーチャー   | 1994年     | シングル「Shipbuilding」                        | エンジニア                                              |
| タスミン・アーチャー   | 1994年     | シングル「Sleeping Satellite」                  | エンジニア                                              |
| ティナ・ターナー       | 1996年     | アルバム『Wildest Dream』                       | ミックス                                                |
| ティナ・ターナー       | 1999年     | アルバム『Twenty Four Seven』                   | ミックス                                                |
| ジェリ・ハリウェル     | 1999年     | アルバム『Schizophonic』                        | ミックス                                                |
| ジェリ・ハリウェル     | 2001年     | アルバム『Scream If You Wanna Go Faster』       | ミックス、プロデューサー                                |
| ジェリ・ハリウェル     | 2005年     | アルバム『Passion』                             | ミックス                                                |
| イアン・ブラウン       | 1999年     | アルバム『Golden Greats』                       | ミックス                                                |
| イアン・ブラウン       | 2001年     | アルバム『Music of the Spheres』                | ミックス                                                |
| イアン・ブラウン       | 2004年     | アルバム『Solarized』                           | ミックス                                                |
| イアン・ブラウン       | 2019年     | アルバム『Ripples』                             | ミックス                                                |
| U2                     | 2000年     | アルバム『All That You Can't Leave Behind』     | ミックス、アシスタント                                  |
| クレイグ・デイヴィッド | 2001年     | アルバム『Born to Do It』                       | ミックス                                                |
| クレイグ・デイヴィッド | 2002年     | アルバム『Slicker Than Your Average』           | ミックス                                                |
| クレイグ・デイヴィッド | 2007年     | アルバム『Trust Me』                            | ミックス                                                |
| デペッシュ・モード     | 2001年     | アルバム『Exciter』                             | プロデューサー、ミックス                                |
| デペッシュ・モード     | 2005年     | アルバム『Playing the Angel』                   | ミックス                                                |
| デペッシュ・モード     | 2006年     | シングル「John the Revelator」                  | ミックス                                                |
| デペッシュ・モード     | 2006年     | シングル「Suffer Well」                         | ミックス                                                |
| オリー・マーズ         | 2010年     | アルバム『Olly Murs』                           | ミックス、プロデューサー                                |
| オリー・マーズ         | 2011年     | アルバム『In Case You Didn't Know』             | プロデューサー、ミックス パーカッション、プログラミング |
| オリー・マーズ         | 2012年     | アルバム『Right Place Right Time』              | プロデューサー、ミックス、プログラミング                |
| オリー・マーズ         | 2016年     | アルバム『24 Hrs』                              | ミックス、ドラム・プログラミング                        |
| オリー・マーズ         | 2018年     | アルバム『You Know I Know』                     | ミックス、プログラミング                                |
| サム・スミス           | 2014年     | アルバム『In the Lonely Hour』                  | プロデューサー、エンジニア ミックス、プログラミング     |
| サム・スミス           | 2017年     | アルバム『The Thrill of It All』                | プロデューサー、エンジニア ミックス、プログラミング     |
| サム・スミス           | 2020年     | アルバム『Love Goes』                           | エンジニア、ミックス                                    |
| メアリー・J・ブライジ  | 2014年     | アルバム『The London Sessions』                 | エンジニア、プロデューサー                              |
| 宇多田ヒカル           | 2016年     | アルバム『Fantome』                             | エンジニア、ミックス                                    |
| 宇多田ヒカル           | 2018年     | アルバム『初恋』                                | エンジニア、ミックス                                    |
| 宇多田ヒカル           | 2022年     | アルバム『BADモード』                           | エンジニア、ミックス                                    |
| Mr.Children            | 2020年     | アルバム『SOUNDTRACKS』                         | プロデューサー、エンジニア、ミックス                    |
| Mr.Children            | 2022年     | ベスト・アルバム『Mr.Children 2015-2021 & NOW』 | エンジニア、ミックス                                    |
| Mr.Children            | 2023年     | アルバム『miss you』                            | エンジニア                                              |